# N'dalatando
N'dalatando (fins 1975 Villa Salazar) és una ciutat d'Angola, capital de la província de Kwanza-Nord dins del municipi de Cazengo. Té una extensió de 1.793 km² i 46.606 habitants. Limita al nord amb el riu Luinha i a l'est, sud i oest amb el riu Lucala.

## Transport
És servida per una estació per la línia del nord del Caminho de Ferro de Luanda. La carretera nacional No. 230 enllaça N'dalatando amb Luanda a l'oest i amb Malanje a l'est.

## Curiositats
A la ciutat hi ha un jardí botànic únic d'Angola. El jardí va ser fundat com a part d'una estació d'investigació agrícola portuguesa i conté algunes mostres impressionants de bambú, arbres de cautxú, podocarpos i arbres fruiters. El jardí també conté una gran plantació de  tlingera elatior herbàcies (roses de porcellana) per al comerç local.

## Història
N'dalatando fou anomenada Salazar per les autoritats colonials portugueses en 1936, en honor del dictador Salazar. Més tard fou modificada a Vila Salazar. El 28 de maig de 1956 va rebre l'estatut de ciutat (cidade). Després d'obtenir la independència l'11 de novembre de 1975, el govern angolès li canvià el nom a N'dalatando el 18 de juliol de 1976. Fou creada en la dècada del 1840.
La ciutat és seu de la diòcesi de Ndalatando, creada pel papa Joan Pau II en 1990, pel desmembrament de l'arquebisbat de Luanda. Aplega tot el territori de la província de Kwanza-Nord. El seu primer bisbe fou Pedro Luís Scarpa. En 2005, el papa Benet XVI nomenà l'actual bisbe, Almeida Kanda.

## Personatges
- Mascarenhas (1937–2015), futbolista